# Lars Nielsen (roer)
 For alternative betydninger, se Lars Nielsen. (Se også artikler, som begynder med Lars Nielsen)
Lars Nielsen (født 3. november 1960 i København) er en dansk tidligere roer. Han repræsenterede Roforeningen KVIK
Nielsen vandt, sammen med Michael Jessen, Per Rasmussen og Erik Christiansen, bronze i firer uden styrmand ved OL 1984 i Los Angeles. Den danske båd blev i finalen kun besejret af New Zealand, der vandt guld, og af USA, der fik sølv. Det var den ene af seks danske medaljer ved legene. Det var det eneste OL Nielsen deltog i.

## OL-medaljer
- 1984:  Bronze i firer uden styrmand